# Heterolimnophila subtruncata
Heterolimnophila subtruncata är en tvåvingeart som först beskrevs av Alexander 1923.  Heterolimnophila subtruncata ingår i släktet Heterolimnophila och familjen småharkrankar. Inga underarter finns listade i Catalogue of Life.